# Chrysochir
Chrysochir is een monotypisch geslacht van straalvinnige vissen uit de familie van ombervissen (Sciaenidae).

## Soort
- Chrysochir aureus (Richardson, 1846)